# San Pedro de los Eucaliptos
San Pedro de los Eucaliptos är en ort i Mexiko.   Den ligger i kommunen Tolimán och delstaten Querétaro Arteaga, i den centrala delen av landet, 190 km nordväst om huvudstaden Mexico City. San Pedro de los Eucaliptos ligger 1 587 meter över havet och antalet invånare är 239.
Terrängen runt San Pedro de los Eucaliptos är huvudsakligen kuperad. San Pedro de los Eucaliptos ligger nere i en dal. Runt San Pedro de los Eucaliptos är det ganska glesbefolkat, med 28 invånare per kvadratkilometer. Närmaste större samhälle är Colón, 19,2 km sydväst om San Pedro de los Eucaliptos. Trakten runt San Pedro de los Eucaliptos består i huvudsak av gräsmarker.